# 伊丹三樹彦
伊丹 三樹彦（いたみ みきひこ、1920年3月5日 - 2019年9月21日）は、日本の俳人、写真家。本名は岩田 秀雄（いわた ひでお）。別号・写俳亭。

## 略歴
兵庫県伊丹町（現伊丹市）に生まれ、同三木町（現三木市）で育つ。三木市立三樹小学校、兵庫工業高等学校卒業。13歳から長谷川かな女の俳誌「水明」にて俳句を始める。高校卒業後は神戸大学工学部を受験するも失敗、神戸市役所に採用される。1937年、日野草城の「旗艦」に投句、のち「旗艦」が統合された「琥珀」同人。戦後、同門の桂信子や楠本憲吉らと「まるめろ」を創刊。また「太陽系」に参加。1949年、日野草城主宰の「青玄」創刊に参加し、編集・発行を行う。1956年の草城没後は「青玄」を継承し主幹となる。以後、第二次「青玄」においてリアリズム・リリシズム・リゴリズムの「三リ主義」を標榜し、超季、分かち書き俳句を推進した。1970年、写真と俳句の相乗による「写俳」運動を創始した。
半どんの会文化功労賞（1970年）、尼崎市民芸術賞（1971年）、兵庫県文化賞（1980年）、大阪市民文化功労賞（1988年）、文部大臣地域文化功労者表彰（1994年）、神戸市文化賞（1999年）、現代俳句大賞（2003年）など、数多くの賞を受賞。2006年、脳梗塞で倒れたが奇跡的に元気を回復、高齢ということもあり自重して「青玄」を607号にて終刊。
妻の伊丹公子（2014年12月15日没の89歳）、娘の伊丹啓子はともに俳人。啓子が2006年に創刊した季刊誌「青群」顧問、現代俳句協会顧問などを務めた。門下に坪内稔典、松本恭子ら。
2019年9月21日、肺炎のため伊丹市の病院で死去。享年99。

## 著書・編著

### 著書
- 『伊丹三樹彦集』八幡船社　1971　私版・短詩型文学全書
- 『人中 伊丹三樹彦戦後句集』ぬ書房　1976
- 『神戸・長崎・欧羅巴 伊丹三樹彦西方句集』沖積舎　1978
- 『磁針彷徨』現代俳句選集 牧羊社　1981
- 『夢見沙羅』現代俳句協会　1981　現代俳句の一〇〇冊
- 『樹冠』現代俳句選集　牧羊社　1985
- 『隣人有彩 Asian part2 伊丹三樹彦写俳集』牧羊社　1985
- 『伊丹三樹彦集』自解100句題　牧羊社　1986
- 『隣人洋島 伊丹三樹彦写俳集 Oceanian』牧羊社　1987
- 『巴里パリ 伊丹三樹彦写俳集』ビレッジプレス　1989
- 『天竺五大 伊丹三樹彦写俳集』ビレッジプレス　1990
- 『ナマステネパーリ 伊丹三樹彦写俳集』ビレッジプレス　1991
- 『花仙人 伊丹三樹彦句集』牧羊社　1991　現代俳句18人集
- 『伊丹三樹彦 自選三百句』春陽堂書店　1992　俳句文庫
- 『伊丹三樹彦全句集』沖積舎　1992
- 『伊丹三樹彦全文叢 第7巻 (俳句読解術)』沖積舎　1993
- 『写俳亭の自作案内』牧羊社　1993
- 『日野草城』編著　蝸牛社　1994　蝸牛俳句文庫
- 『伊丹三樹彦　花神コレクション 俳句』花神社　1995
- 『伊丹三樹彦全文叢 第8巻 (句集のすすめ)』沖積舎　1995
- 『伊丹三樹彦自筆百句選』沖積舎　1996
- 『伊丹三樹彦全文叢 第6巻 (俳句現代派秀句)』沖積舎　1996
- 『伊丹三樹彦全文叢 第9巻 (俳句現代派秀句 続)』沖積舎　1996
- 『バンクーバー夏物語 伊丹三樹彦写俳集7』ビレッジプレス　1996
- 『伊丹三樹彦全文叢 第5巻 (俳句現代派秀句 続続)』沖積舎　1997
- 『阿檀 句集』角川書店　1998
- 『伊丹三樹彦全文叢 第3巻 (俳句縦横談)』沖積舎　1998
- 『内外 第20句集』角川書店　1999
- 『瞬機の中欧　伊丹三樹彦写俳集』ビレッジプレス　2000
- 『伊丹三樹彦全文叢 第1巻 (俳句エッセイ)』沖積舎　2001
- 『伊丹三樹彦自筆百句選 新編』沖積舎　2002
- 『メコン沃地　伊丹三樹彦写俳集』ビレッジプレス　2002
- 『ギリシアイタリア写俳便　伊丹三樹彦写俳集』ビレッジプレス　2003
- 『自筆青玄前記抄』沖積舎　2003
- 『おおオージーワールド　伊丹三樹彦写俳集』ビレッジプレス　2004
- 『日本春景　伊丹三樹彦写俳集』ビレッジプレス　2004
- 『日本秋彩　伊丹三樹彦写俳集』ビレッジプレス　2005
- 『日本夏色　伊丹三樹彦写俳集』ビレッジプレス　2005
- 『一気 第21句集』角川書店　2006
- 『知見 第22句集』沖積舎　2007
- 『続知見 第23句集』沖積舎　2009
- 『続続知見 第24句集』沖積舎　2010
- 『伊丹三樹彦写俳集18　黄土の国びと（中国篇）』青群俳句会　2014
- 『存命』KADOKAWA　2015
- 『写俳亭の書写句文集《梅》』青群俳句会　2016
- 『花縁の写俳亭』青群俳句会　2018

### 編著
- 『青玄秀句』第1集-第3集　青玄俳句会　1965-70　青玄叢書
- 『青玄秀句』第4集　青玄俳句会　1973　青玄叢書
- 『青玄秀句 第8集(1986年版)　青玄俳句会　1986　青玄叢書
- 『青玄秀句 第9集(1991年版)　青玄俳句会　1991　青玄叢書
- 『大阪句集』沖積舎　1995
- 『神戸句集』沖積舎　1995
- 『青玄史アルバム 青玄500号記念写真集』青玄俳句会　1996
- 『旅路句集』沖積舎　1996
- 『百花句集』沖積舎　1996
- 『旅路句集 2』沖積舎　2000